# Logroño (Santa Fe)
Logroño is een plaats in het Argentijnse bestuurlijke gebied Nueve de Julio in de provincie Santa Fe. De plaats telt 849 inwoners.